# 石长站
石长站，位于黑龙江省伊春市铁力市神树镇石长村，是绥佳铁路沿线车站。为五等站，本站目前办理客运业务。